# Breda milvina
Breda milvina är en spindelart som först beskrevs av Koch C.L. 1846.  Breda milvina ingår i släktet Breda och familjen hoppspindlar. Inga underarter finns listade.